# Ласара (Тексас)
Ласара (енгл. Lasara) насељено је место без административног статуса у америчкој савезној држави Тексас.

## Демографија
По попису из 2010. године број становника је 1.039, што је 15 (1,5%) становника више него 2000. године.
| Група             | 2000.       | 2010.       |
| Белци             | 30 (2,9%)   | 49 (4,7%)   |
| Афроамериканци    | 7 (0,7%)    | 7 (0,7%)    |
| Азијати           | 1 (0,1%)    | 0 (0,0%)    |
| Хиспаноамериканци | 981 (95,8%) | 987 (95,0%) |
| Укупно            | 1.024       | 1.039       |